# 14316 Higashichichibu
14316 Higashichichibu eller 1977 ES7 är en asteroid i huvudbältet som upptäcktes den 12 mars 1977 av de båda japanska astronomerna Hiroki Kōsai och Kiichirō Furukawa vid Kiso-observatoriet i Japan. Den är uppkallad efter den japanska byn Higashichichibu.
Asteroiden har en diameter på ungefär 18 kilometer.